# Castel di Leva
Castel di Leva è la ventitreesima zona di Roma nell'Agro romano, indicata con Z. XXIII.

## Geografia fisica

### Territorio
Si trova nell'area sud della città, a ridosso ed esternamente al Grande Raccordo Anulare.
La zona confina:
- a nord con il quartiere Q. XXXI Giuliano-Dalmata[1] e le zone Z. XXII Cecchignola[2] e Z. XXI Torricola[3]
- a est con la zona Z. XX Aeroporto di Ciampino[4] e i comuni di Marino, Castel Gandolfo e Albano Laziale
- a sud con i comuni di Ardea e Pomezia
- a ovest con le zone Z. XXVI Castel di Decima[5] e Z. XXV Vallerano[6]

Il vastissimo territorio, con i suoi 81,65 km² è il secondo comprensorio toponomastico più grande di Roma dopo Castel di Guido, si estende da Tor Pagnotta fino a Santa Palomba comprendendo Bel Poggio, Divino Amore, Porta Medaglia, Ente Maremma, Fiorano e Falcognana.

## Storia
La zona apparteneva all'Abbazia di San Paolo annessa al casale di Fiorano e, alla fine del XIII secolo, era denominata "Castrum Leonis". Dopo il XV secolo perde il suo significato e diventa "Casalis Castel de Leo".
Il castello era composto di una rocca merlata che racchiudeva una torre merlata anch'essa. Attorno ad essa, si raggruppavano le unità abitative, a loro volta difese da un muro fornito di varie torrette a guardia del complesso. Nella seconda metà del XVI secolo apparteneva alla famiglia Capizucchi. Nel XVIII secolo fu costruita una chiesetta accanto alla roccaforte.
Gaetano Moroni dà della tenuta di Castel di Leva e del santuario la seguente descrizione:
(Dizionario di erudizione storico-ecclesiastica da San Pietro ai nostri giorni, Venezia 1842, vol. XVII, p. 18)
Secondo un'antica leggenda un viandante, per non essere sbranato da alcuni cani randagi, pregò ad un'immagine affrescata sulla rocca, detta del Divino Amore. Da allora si iniziò a venerare tale dipinto che fu staccato dalla rocca e posto all'interno del santuario della Madonna del Divino Amore.

## Monumenti e luoghi d'interesse

### Architetture civili
- Torre del Castrum Leonis, su via del Santuario. Torre medioevale. 41.778289°N 12.543546°E
- Tor del Vescovo, su via Ardeatina. Torre medioevale. 41.70918°N 12.578624°E
- Torre Medaglia, su via di Porta Medaglia. Torre medioevale.[8] 41.757166°N 12.549785°E
- Tor di Sasso, su via di Fioranello. Torre medioevale. 41.784133°N 12.562283°E
- Tor Tignosa, su via della Solfarata. Torre medioevale. 41.706593°N 12.54063°E
- Casale di Santa Maria in Formarola, su via di Santa Maria in Fornarola. Casale medioevale. 41.727152°N 12.589578°E
- Torre Sant'Anastasia, su vicolo di Torre Sant'Anastasia. Torre medioevale. 41.77283°N 12.524108°E
- Castelluccia di San Paolo, su vicolo della Castelluccia di San Paolo. Fortificazione del XIV secolo. 41.771451°N 12.518748°E
- Casale della Falcognana di Sotto, su via Ardeatina. Casale del XV secolo. 41.758405°N 12.558279°E
- Cascina di Monte Migliore, su via Laurentina. Casale del XVI secolo. 41.729327°N 12.50865°E
- Casale della Solforata, su via della Solfarata. Casale del XVII secolo. 41.700272°N 12.535334°E
- Casale del Palombaro, su via Appia Antica (IX miglio). Casale del XVII secolo. 41.790802°N 12.588142°E
- Casale della Certosa di Pavona, su via Pietrelcina. Casale del XVII secolo. 41.72047°N 12.584321°E
- Casale della Falcognana di Sopra, su via Ardeatina. Casale del XVIII secolo. 41.758307°N 12.562368°E

### Architetture religiose
- Cappella di San Pietro Chanel, su via della Solfarata. Chiesa del XVII secolo (1673). 41.7005°N 12.535634°E

Luogo sussidiario di culto della parrocchia San Romualdo Abate a Monte Migliore.
- Santuario della Madonna del Divino Amore, su via del Santuario.
- Chiesa di San Carlo Borromeo, su via Edoardo Amaldi, in località Fonte Laurentina. Chiesa del XXI secolo (2005-2010). 41.795175°N 12.487309°E

Parrocchia eretta il 28 maggio 2000 dal cardinale vicario Camillo Ruini; la chiesa è stata inaugurata, con la cerimonia liturgica della dedicazione, sabato 18 settembre 2011.

### Siti archeologici
- Castrum di La Giostra, su via della Marrana di Santa Fresca. Cittadella fortificata del IV secolo a.C.[10] 41.778018°N 12.567268°E

L'insediamento fu inizialmente identificato da Antonio Nibby come la città latina di Tellenae ma, successivamente, l'archeologo britannico Thomas Ashby accertò che si tratta di un castrum romano, abbandonato nella seconda metà del III secolo a.C.
- Portico di sosta detto Tempio di Ercole, su via Appia Antica (VII miglio). Portico dell'età repubblicana.[12] 41.80085°N 12.577745°E
- Sepolcro a Tempietto presso la Villa romana a Santa Maria di Formarola, su via di Santa Maria in Fornarola. Sepolcro dell'età imperiale. 41.727185°N 12.59013°E
- Sepolcro a Cilindro, su via Appia Antica (VII miglio). Sepolcro dell'età imperiale. 41.803041°N 12.575178°E
- Mausoleo rotondo, su via Appia Antica (VII miglio). Sepolcro dell'età imperiale. 41.801436°N 12.577197°E
- Tomba di Gallieno, su via Appia Antica (IX miglio). Sepolcro del III secolo. 41.791006°N 12.588715°E
- Torre Appia, a 500 m a ovest della via Appia Antica (VII miglio). Torre medioevale. 41.802317°N 12.561468°E
- Chiesaccia, su via Laurentina. Chiesa medioevale. 41.78971°N 12.483718°E
- Tor Chiesaccia o Tor Chiesaccio, su via Laurentina. Torre medioevale.[13][14] 41.788908°N 12.485503°E

### Aree naturali
- Riserva naturale di Decima-Malafede, settore fra via Laurentina e via della Solfarata.

## Geografia antropica

### Urbanistica
Nel territorio di Castel di Leva si estendono le zone urbanistiche 11Y Appia Antica Sud, 12H Vallerano-Castel di Leva, 12L Porta Medaglia e 12N Santa Palomba.

### Suddivisioni storiche
Del territorio di Castel di Leva fanno parte le frazioni di Borgo Santa Fumia, Falcognana, Fonte Laurentina, Santa Palomba, Selvotta, Solfarata e Spregamore.

### Odonimia
Oltre alla dorsale omonima e al largo dedicato al fondatore della borgata Giuseppe Montanari, troviamo vie intitolate a matematici e fisici; naturalisti, geologi, paleontologi, zoologi; agronomi ed enologi; comuni della Campania; antiche città del Lazio; generi e specie botaniche e zoologiche; personaggi illustri; toponimi locali.